# 索拜
索拜（穆麟德轉寫：sobai；1695年—？），清朝軍事將領。
雍正十三年（1735年），任鑲白旗滿洲副都統。乾隆三年（1738年），以武備院卿兼鑲黃旗滿洲副都統，署理左翼前鋒統領。乾隆五年（1740年），署理正白旗護軍統領，管理左翼四旗鐵匠。乾隆六年（1741年），署理鑲黃旗蒙古都統。任駐藏副都統。乾隆十年（1745年），改任熱河副都統。乾隆十一年（1746年），任直隸提督。乾隆十二年（1747年），再度出任駐藏大臣。乾隆十三年（1748年），任寧古塔將軍。